# Binghamton Dusters
I Binghamton Dusters sono stati una squadra di hockey su ghiaccio dell'American Hockey League con sede nella città di Binghamton, nello stato di New York. Nati nel 1977 e sciolti nel 1980, nel corso degli anni sono stati affiliati a diverse franchigie della National Hockey League.

## Storia
Dal 1973 al 1977 i Broome Dusters militarono nella North American Hockey League. In seguito allo scioglimento della lega tre formazioni confluirono nella American Hockey League: i Dusters, gli Erie Blades e i Philadelphia Firebirds.
Quell'anno i Dusters cambiarono nome in da Broome a Binghamton Dusters. Il logo della squadra era disegnato da Johnny Hart, fumettista nativo di Endicott e creatore delle strisce di B.C.. La squadra si sciolse nel 1980 dopo tre stagioni in AHL e fu sostituita dai Binghamton Whalers, formazione affiliata agli Hartford Whalers.

### Affiliazioni
Nel corso della loro storia i Binghamton Dusters sono stati affiliati alle seguenti franchigie della National Hockey League e della World Hockey Association:
- Pittsburgh Penguins: (1977-1979)
- Quebec Nordiques: (WHA 1978-1979)
- Boston Bruins: (1979-1980)
- Los Angeles Kings: (1979-1980)

## Record stagione per stagione
| Stagione           | Division | Gare | V  | S  | P | Punti | GF  | GS  | Piazzamento | Play-off                                                      |
| ------------------ | -------- | ---- | -- | -- | - | ----- | --- | --- | ----------- | ------------------------------------------------------------- |
| Binghamton Dusters |          |      |    |    |   |       |     |     |             |                                                               |
| 1977-78            | South    | 81   | 27 | 46 | 8 | 62    | 287 | 377 | 4°          |                                                               |
| 1978-79            | South    | 79   | 32 | 42 | 5 | 69    | 300 | 320 | 3°          | vince 1º turno (Hershey) 3-1 perde semifinali (New Haven) 2-4 |
| 1979-80            | South    | 80   | 24 | 49 | 7 | 55    | 268 | 334 | 5°          |                                                               |

## Record della franchigia

### Singola stagione
Gol: 46  Richard Grenier (1977-78)
Assist: 63  Joe Hardy (1977-78)
Punti: 87  Joe Hardy (1977-78)
Minuti di penalità: 267  Rick Dorman (1979-80)

### Carriera
Gol: 83  Richard Grenier
Assist: 98  Randy MacGregor
Punti: 168  Randy MacGregor
Minuti di penalità: 394  Randy MacGregor
Partite giocate: 213  Randy MacGregor

## Palmarès

### Premi individuali
- Dudley "Red" Garrett Memorial Award: 1

Mike Meeker: 1978-1979